# 루이사 가바사
루이사 가바사(Luisa Gavasa, 1951년 4월 8일 ~ )는 스페인의 배우이다.

## 출연 작품
- 미아우 (2018)
- 언설튼 글로리 (2017)
- 더 브라이드 (2015)
- 크리설리스 (2011)
- 왓 유 네버 뉴 (2000)
- 나쁜 버릇 (1983)